# كيم هاي سوك
كيم هاي سوك (بالكورية: 김해숙)‏ هي ممثلة كورية جنوبية، ولدت يوم 30 ديسمبر 1955 في بوسان في كوريا الجنوبية.

## روابط خارجية
- كيم هاي سوك على موقع IMDb (الإنجليزية)
- كيم هاي سوك على موقع ألو سيني (الفرنسية)
- كيم هاي سوك على موقع أول موفي (الإنجليزية)
- كيم هاي سوك على موقع ديسكوغز (الإنجليزية)
- كيم هاي سوك على موقع قاعدة بيانات الفيلم (الإنجليزية)
- كيم هاي سوك على موقع كينوبويسك (الروسية)

لم يتم العثور على روابط لمواقع التواصل الاجتماعي.